# NGC 5284
NGC 5284 ist höchstwahrscheinlich eine zufällige Überkonzentration einiger Sterne, die den Eindruck des Überrests eines Sternhaufens vermitteln kann. Das im Sternbild Centaurus gelegene Objekt wurde im Jahr 1837 von John Herschel mit seinem mit einem 18-Zoll-Spiegelteleskop beobachtet und beschrieben, wodurch es später Eingang in den New General Catalogue (NGC) fand.